# Tập Ngãi
Tập Ngãi là một xã thuộc tỉnh Vĩnh Long, Việt Nam.

## Địa lý
Xã Tập Ngãi có vị trí địa lý:
- Phía đông giáp xã Châu Thành và Song Lộc.
- Phía tây giáp xã Tiểu Cần.
- Phía nam giáp xã Hùng Hòa.
- Phía bắc giáp xã Tân An.

Xã Tập Ngãi có diện tích 58,77 km², dân số năm 2025 là 31.825 người, mật độ dân số đạt 541 người/km².

## Hành chính
Xã Tập Ngãi được chia thành 9 ấp: Cây Gáo, Cây Ổi, Đại Sư, Giồng Tranh, Lê Văn Quới, Ngãi Hòa, Ngô Văn Kiệt, Ngãi Trung, Ông Xây.

## Lịch sử
Ngày 11 tháng 3 năm 1977, Hội đồng Chính phủ ban hành Quyết định số 59-CP về việc sáp nhập xã Tập Ngãi thuộc huyện Tiểu Cần mới giải thể vào huyện Trà Cú.
Ngày 15 tháng 9 năm 1981, Hội đồng Bộ trưởng Quyết định số 69-HĐBT về việc thành xã Ngãi Hùng trên cơ sở một phần của xã Tập Ngãi thuộc huyện Trà Cú.
Ngày 29 tháng 9 năm 1981, Hội đồng Bộ trưởng ban hành Quyết định số 98-HĐBT về việc sáp xã Tập Ngãi thuộc huyện Trà Cú vào huyện Tiểu Cần mới thành lập quản lý.
Ngày 15 tháng 10 năm 2019, HĐND tỉnh Trà Vinh ban hành Nghị quyết số 157/NQ-HĐND về việc sáp nhập ấp Xóm Chòi vào ấp Ông Xây.
Ngày 16 tháng 6 năm 2025, Ủy ban Thường vụ Quốc hội ban hành Nghị quyết số 1687/NQ-UBTVQH15 về việc sắp xếp các đơn vị hành chính cấp xã của tỉnh Vĩnh Long năm 2025. Theo đó, sắp xếp toàn bộ diện tích tự nhiên, quy mô dân số của xã Tập Ngãi và Hiếu Tử thành xã mới có tên gọi là xã Tập Ngãi.
Sau khi sáp nhập, xã Tập Ngãi có 58,77 km² diện tích tự nhiên và dân số 31.825 người.